# UCI код
UCI код - стандартизованная форма предоставления гражданства и даты рождения каждого велосипедиста, учрежденного Международным союзом велосипедистов (UCI), а также коротких названий для велосипедных команд.
Для гонщиков этот код не уникальный. У двух человек одной национальности, родившихся в тот же день, будет одинаковый код UCI, хотя номер лицензии у каждного гонщика будет уникальным. Код UCI для гонщика представляет собой объединенное гражданство в стандарте ISO 3166-1 alpha-3 (трехсимвольная запись) и дату рождения в стандартном формате календаря ISO 8601 (YYYYMMDD).
Пример:
- RUS19900128 - велогонщик российского гражданства, родившийся 28 января 1990 года.

Для команд этот код уникален и присуждается Международным союзом велосипедистов. Код UCI для команды представляет собой серию из трех заглавных букв алфавита, взятых из её названия имени по своему выбору и может при смене командой названия.
Пример:
- TKA - Katusha–Alpecin
- GAZ - Gazprom-RusVelo
- SKY - Team Sky